# حالة مزاجية (أغنية)
«حالة مزاجية» أو «موود» (بالإنجليزية: Mood)‏ هي أغنية للرابر والمغني الأمريكي 24كي غولدن، بمشاركة الرابر البورتوريكي الأمريكي إيان ديور. تم إصدارها في 24 يوليو 2020، بواسطة شركتي ريكوردز وكولومبيا للتسجيلات، كأغنية رئيسية من ألبوم 24كي غولدن القادم، الذهبي. حققت الأغنية نجاحاً كبيرا بعد انتشارها علي تطبيق تيك توك. أحتلت الأغنية المرتبة الأولي علي بيلبورد هوت 100، وحصلت علي شهادتان من البلاتين من رابطة صناعة التسجيلات الأمريكية (RIAA).

## الريمكس
تم إصدار نسخة ريمكس رسمية للأغنية في 6 نوفمبر 2020، وتتضمن صوتان إضافيان بواسطة المغني الكندي جاستن بيبر والمغني الكولومبي جي بالفين. قال جوردان روز من كومبلكس، أن إضافة بيبر وبالفين للأغنية بمثابة «إضافات مثالية» للأغنية. كتب رين جريفز من كانسكونس أوف ساوند، أن «صوتي [بيبر وبالفين] مثل صوت أي شخص علي الكوكب، وأنهما ساعدا 24كي غولدن علي التألق».